# Banu Cennetoğlu
Banu Cennetoğlu (n. 1970, Ankara, Ankara (il), Turcia) este o reprezentantă a artei conceptuale și a instalației în artă, din Turcia.

## Biografie
Banu Cennetoğlu a studiat fotografia la Paris după ce a terminat diploma de licență în psihologie la Istanbul. Din 1996 a locuit la New York, până în 2002, când a fost introdusă în programul Artist in Residence la Rijksakademie van beeldende kunsten din Amsterdam în 2002. Cennetoğlu operează proiectul non-profit BAS în centrul orașului Istanbul, care este dedicat colecției, arhivării, expoziției și publicării cărților de artă în ediție limitată.
Lucrările lui Cennetoğlu au fost expuse la documenta 14, (2017), a 10-a Bienală Gwangju (2014), Manifesta 8 la Murcia (2010), a 10-a Bienală de la Istanbul și la prima Bienală a Atenei (ambele 2007), precum și a 3-a și a 5-a Bienala din Berlin (2004, 2008). Un spectacol de mari dimensiuni a fost aranjat pentru ea în 2011 în Kunsthalle Basel și în 2019 în K 21 Kunstsammlung Nordrhein-Westfalen ; ea a reprezentat Turcia împreună cu Ahmet Ögüt la cea de-a 53-a Biennale di Venezia (2009). 